# Мишецький Семен Іванович
Мишецький Семен Іванович (1716—1773) — російський князь з роду Мишецьких, військовий інженер, автор праці з історії Запорозької Січі. 

## Біографія
У 1736—1740 перебував на Запорожжі, де керував спорудженням Новосіченського ретраншементу (Нова Січ). 
У 1740 році завершив написання «Історії про козаків запорозьких», поклавши в її основу переважно матеріали, які він зібрав під час свого перебування серед запорізьких козаків. Семен Мишецький навів, зокрема, топографічні координати та факти з історії запорозьких січей, відомості про курені запорозькі, перевози на Дніпрі та Південному Бузі. Автор порушив також питання щодо воєнної тактики, економічного укладу, політичного ладу, побуту і звичаїв козаків. Серед іншого деталізовано відтворив процедуру скликання, а також порядок проведення козацьких рад, склав план Нової Січі. 
У XVIII ст. твір Мишецького поширювався в рукописних списках. Як цінне історичне джерело його використовували тогочасні історики, зокрема О. Рігельман. 1847 року в Москві працю Мишецького видав О. Бодянський (він не встановив її авторства); 1852 вона була видана Одеським товариством історії та старожитностей окремою книгою, до якої увійшов також твір Василя Чернявського «Опис Запорозької Січі».